# Iphigenia (thực vật)
 Iphigenia là một chi thực vật có hoa, bản địa vùng nhiệt đới và cận nhiệt đới Cựu thế giới, kéo dài tới miền bắc Australia. Giống như các đơn vị phân loại khác trong họ Colchicaceae, Iphigenia chứa các alkaloid phenethylisoquinolin, bao gồm cả colchicin.

## Các loài
Hiện tại người ta công nhận 11 loài thuộc chi này:

### Châu Phi
- Iphigenia oliveri Engl. - Ethiopia tới Nam Phi, tây nam bán đảo Ả Rập.
- Iphigenia pauciflora Martelli - Nhiệt đới châu Phi.

### Socotra
- Iphigenia socotrana Thulin - Đảo Socotra.

### Nam Á
- Iphigenia indica (L.) A.Gray ex Kunth - Nam Á, Đông Nam Á, Trung Quốc, New Guinea, bắc Australia: Yến phi.
- Iphigenia magnifica Ansari & R.S.Rao - Miền nam Ấn Độ.
- Iphigenia mysorensis Arekal & S.N.Ramaswamy - Miền nam Ấn Độ.
- Iphigenia pallida Baker - Miền nam Ấn Độ.
- Iphigenia sahyadrica Ansari & R.S.Rao - Miền nam Ấn Độ.
- Iphigenia stellata Blatt. - Maharashtra (Ấn Độ).

### Madagascar
- Iphigenia boinensis H.Perrier - Tây Madagascar.
- Iphigenia robusta Baker - Trung Madagascar.

### Chuyển đi
Loài đặc hữu New Zealand là Iphigenia novae-zelandiae (Hook.f. ex Kirk) Baker, 1879 từ năm 2015 được chuyển sang chi Wurmbea với danh pháp Wurmbea novae-zelandiae (Hook.f. ex Kirk) Lekhak, Survesw. & S.R.Yadav, 2016.

## Hình ảnh

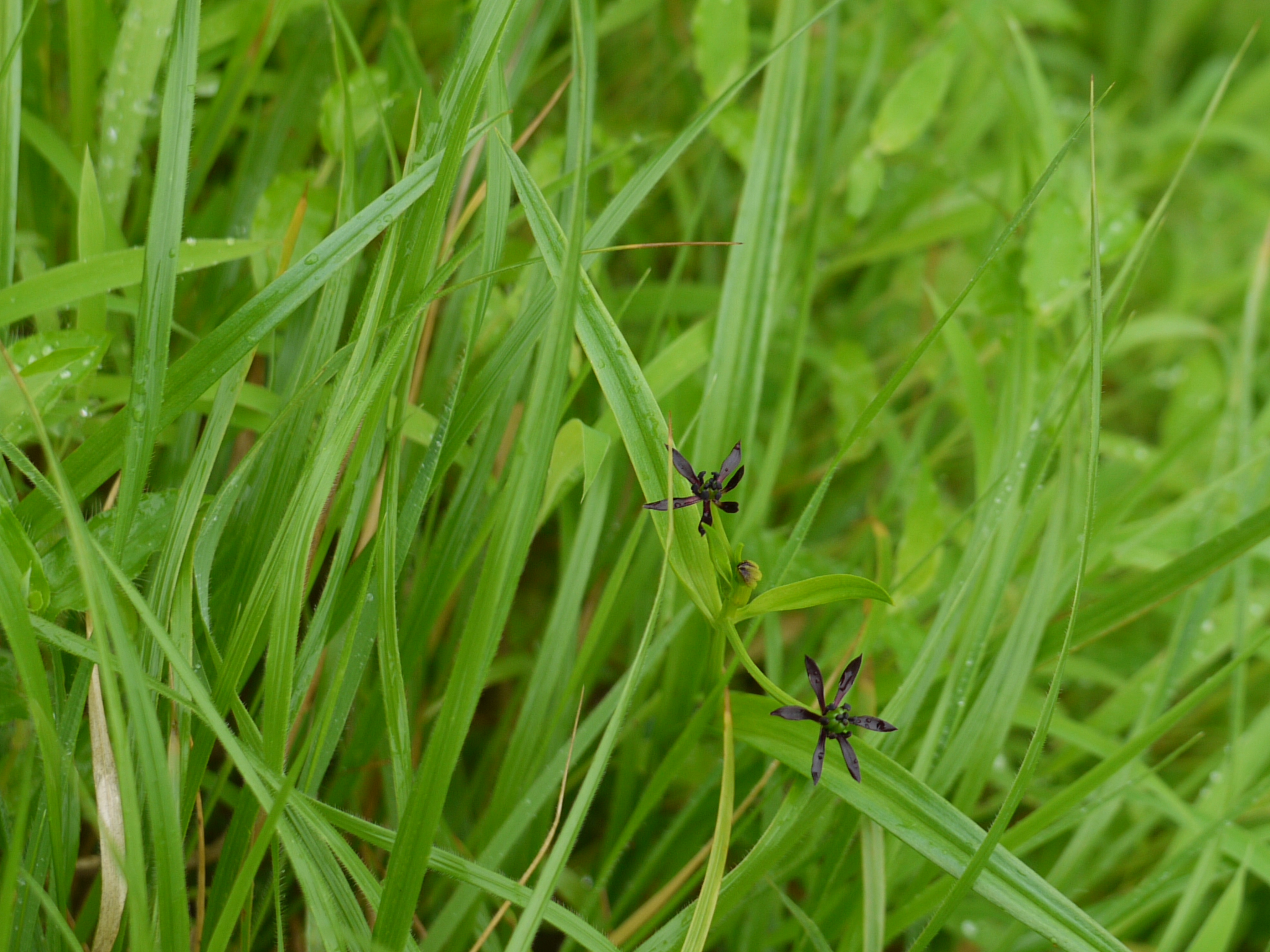
Iphigenia indica
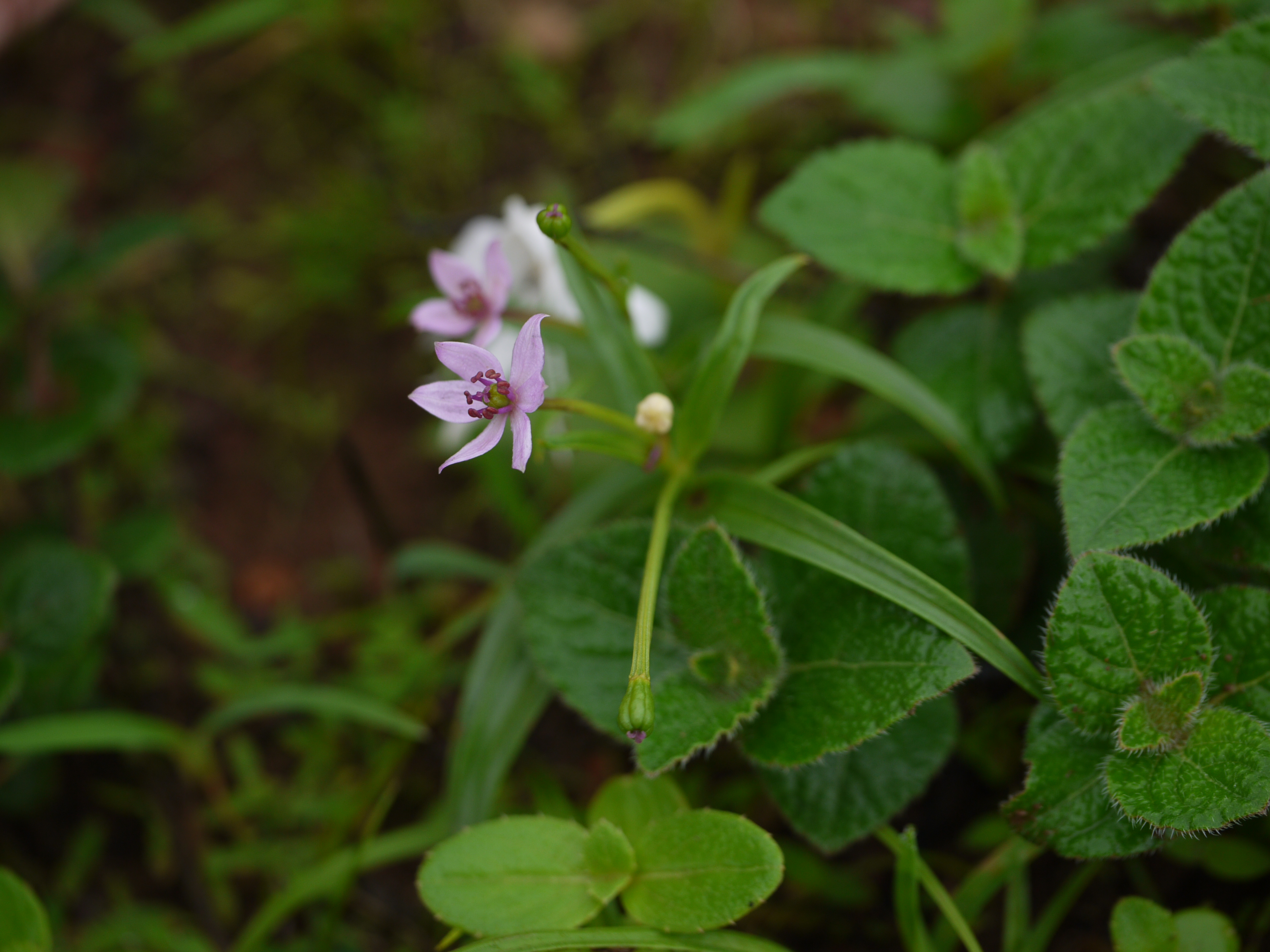
Iphigenia stellata